# 湘南ユナイテッドBC
湘南ユナイテッドBC（しょうなんユナイテッドビーシー、英: Shonan United BC）は、神奈川県藤沢市、茅ヶ崎市、寒川町をホームタウンとするプロバスケットボールチーム。運営法人は株式会社湘南ユナイテッド藤沢。2020年に創設され、現在はB3リーグに所属している。

## 概要
藤沢商工会議所メンバーと湘南地区で活動していた社会人チーム「湘南STATE」が団結し2020年に設立。2022-23シーズンからのB3リーグ参入。
メインスポンサーは木下グループが務める。

### ユニフォーム

#### ユニフォームスポンサー （2024-25シーズン）
- 前面：木下グループ（中央）
- 背面：日産工機株式会社（背番号上部）、元旦ビューティ工業株式会社（選手名下部）
- パンツ：藤沢市（右前面上）、茅ヶ崎市（右前面中）、寒川町（右前面下）、株式会社サイオー（左前面）

#### ユニフォームサプライヤー
- 2023 - 現在 : スポルディング[3]

#### 歴代ユニフォーム
| 2022 - 23 | 2023 - 24 | 2024 - 25 |
|           |           |           |

| 2022 - 23 | 2023 - 24 | 2024 - 25 |
|           |           |           |

### 開催アリーナ
| シーズン | リーグ | ホームゲーム数 | 秋葉台 | その他の会場                                    | ポストシーズン |
| 2022-23  | B3     | 26             | 8      | 秩父宮4 寒川6 茅ヶ崎4 海老名2 平塚2             |                |
| 2023-24  | B3     | 26             | 8      | 秩父宮6 寒川8 綾瀬4                             |                |
| 2024-25  | B3     | 26             | 6      | 秩父宮6 寒川4 茅ヶ崎2 平塚2 荻野運動公園2 大和2 |                |

会場凡例
- 秋葉台 - 秋葉台文化体育館
- 秩父宮 - 藤沢市秩父宮記念体育館
- 寒川 - シンコースポーツ寒川アリーナ
- 茅ヶ崎 - 茅ヶ崎市総合体育館
- 海老名 - 海老名運動公園総合体育館
- 平塚 - トッケイセキュリティ平塚総合体育館
- 綾瀬 - IIMURO GLASS綾瀬市民スポーツセンター
- 荻野運動公園 - 厚木市・荻野運動公園体育館
- 大和 - 大和スポーツセンター

## 歴史

### 参入前
- 2021年（令和3年）
  - 5月13日 - 運営会社「株式会社湘南ユナイテッド藤沢」を設立。2022-23シーズンからのB3リーグ参入を目指して活動を開始した。
  - 9月9日 - B3リーグ 2022-23シーズン公式試合参加資格・第1次審査に合格[4]。
- 2022年（令和4年）
  - 4月14日 - B3リーグ 2022-23シーズン公式試合参加資格・最終審査に合格[5]。
  - 4月20日 - B3リーグ理事会から2022-23シーズンからのB3リーグ入会を東京ユナイテッドバスケットボールクラブ、立川ダイス、ヴィアティン三重と共に承認された[6]。

### B3リーグ

#### 2022-23シーズン
スローガン：未来へつなぐ湘南Local Pride
堀田剛司が初代ヘッドコーチに就任。球団代表に原島敬之、ゼネラルマネージャーに丸岡茂樹、12月にアソシエイトコーチとして松藤貴秋を迎えた。選手は前季B3でプレーしていた選手を中心に編成した。9月30日にレギュラーシーズンがスタートし、同期参入の三重と対戦。第1戦、第2戦共に30点近くの差をつけられ連敗。第2節の横浜EX戦にも連敗し、リーグ参入後初勝利は第3節の品川戦まで挙げることが出来なかった。その後も最大連勝は4と大型連勝を記録することは出来ず、16チーム中13位でリーグ参入初年度を終えることになった。

#### 2023-24シーズン
スローガン：未来へつなぐ湘南Local Pride
堀田体制2年目。原島球団代表、丸岡GMが退任し、アブ、青木、平良、マレー、石橋、オリビエ、クロフォード、伊藤、塚本、大野が退団。勢理客が5人制を引退。佐々木拓哉、坂井レオ、小宮優大、板橋真平、酒井達也、オレクサンドル・アンティボ、ライリー・バッティン、ザカリー・カイル・ジャクソンが加入した。

## 選手とスタッフ

### 選手
| 記号説明 |                           |  |                           |
|          | チームキャプテン          |  | (C) オフコートキャプテン  |
|          | 故障者                    |  | (+) シーズン途中契約      |
|          | (S) 出場停止              |  | (帰) 帰化選手             |
|          | (ア) アジア特別枠選手     |  | (申) 帰化申請中選手（B3） |
|          | (特) 特別指定選手         |  | (留) 留学実績選手（B3）   |
|          | (育) ユース育成特別枠選手 |  | (U) U22枠選手             |

公式サイト
| - ロースター - スタッフ - スタッツ - 故障者リスト | - 選手契約登録規程 B1.B2 / B3 - FA選手リスト |

### 歴代ヘッドコーチ
1. 堀田剛司（2022年 - ）
2. 鈴木友貴（2025年 - ）

### 歴代キャプテン
1. 玉田博人（2022年 - ）
2. 内田旦人（2024年 - ）